# 文川港线
文川港線（朝鲜语：／ Munch'ŏnhang sŏn */?）是朝鮮民主主義人民共和國的一條鐵道線路，站點為江原道文川市的玉坪站到畓村站。

## 路线概况
- 距离：14.8km
- 车站数：3
- 轨距：1435mm
- 电气化区间：无
- 复线区间：无